# Değirmenli
Değirmenli ist eine Kleinstadt im türkischen Landkreis Erbaa in der Provinz Tokat. Değirmenli liegt in der Schwarzmeerregion ca. 12 km nordwestlich von Erbaa und 90 km nördlich der Provinzhauptstadt Tokat auf 260 m über dem Meeresspiegel. Das Gelände der Umgebung ist eben bis leicht wellig. Die Böden sind ertragreich. Das Klima ist im Winter mild.
Değirmenli hat den Status einer Belediye und hatte im Jahr 2009 insgesamt 2.314 Einwohner. Der Ort verfügt über eine Grundschule, eine Moschee und eine Gesundheitsstation. Die Gemeinderatswahlen im Jahr 2009 gewann die Cumhuriyet Halk Partisi.
Der Ortsname ist bereits in den Steuerregistern des 16. Jahrhunderts nachweisbar.